# Il cavaliere del verbo
Il cavaliere del verbo (A Knight of the Word in lingua originale) è un romanzo fantasy del 1998 scritto da Terry Brooks, secondo libro del Ciclo del demone, facente parte dell'universo di Shannara.

## Trama
La storia è ambientata nel 2002, nei giorni appena precedenti la notte di Halloween, cinque anni dopo quella del precedente romanzo Il demone.
John Ross ha abbandonato la sua missione di Cavaliere del verbo, perché ha fallito una missione per bloccare un demone che ha causato la morte di quattordici bambini. Quando però ha provato a restituire il bastone alla Signora, quest'ultima non lo ha accettato facendogli capire che solo lei può sollevarlo dal suo incarico. John tuttavia smette di servire il Verbo. Inizia così una nuova vita insieme ad una ragazza conosciuta da poco, Stefanie Winslow e si dedica ad aiutare i senzatetto nell'associazione di Simon Lawrence, a Seattle.
Nest Freemark nel frattempo, dopo la morte del nonno e vista l'imminente partenza per il college, sta valutando di vendere la casa di Hopewell dove è cresciuta. Nel frattempo, però, viene informata da una creatura della magia, Ariel, che John Ross ha abbandonato la sua missione e rischia di essere corrotto dal Vuoto. Decide quindi di partire per Seattle alla sua ricerca per aiutarlo.
John nel frattempo continua a seguire la sua nuova vita. L'unica reminiscenza che ha della magia che gli apparteneva è un sogno ricorrente che lo perseguita: di assassinare Simon Lawrence e Nest Freemark. Quando Nest raggiunge John, è costretta ad uscire dall'edificio dopo essersi sentita male. Nest gli rivela quindi di essere lì per avvertirlo dell'imminente arrivo di un demone. Lasciato John, Nest incontra Due Orsi (O'olish Amaneh) che le rivela di essere lì per uccidere John nel caso dovesse cominciare a servire il Vuoto. Nest incontra poi Ariel che le rivela che un silvano di un parco, di nome Boot, ha visto il demone. Decide quindi di informare John e di andare a trovare il silvano, ma, non riuscendo a contattarlo, lascia un messaggio in segreteria, poi ascoltato da Stefanie.
Giunta al parco sente il racconto di Boot, arrivato insieme al gufo Audrey. Il silvano le racconta che questo demone è in grado di cambiare forma molto velocemente. Quando è sul punto di rivelare l'aspetto umano del demone, Boot viene ucciso dal demone stesso, che ha assunto le sembianze di una grossa iena. Inizia un inseguimento dal quale Nest riesce a uscire anche grazie al sacrificio di Ariel.
Nel frattempo un cronista investigativo, Andrew Wren, che doveva scrivere un articolo su Simon Lawrence e la sua associazione trova dei documenti che incastrano sia Simon che John. I documenti, che mettevano in evidenza delle sottrazioni di denaro da parte dei due dai conti delle associazioni benefiche in cui lavoravano, erano stati lasciati al cronista da un informatore anonimo.
Durante la notte scoppia un incendio che distrugge la sede dell'associazione benefica. Stefanie e John danno l'allarme e Stefanie rischia quasi la vita per salvare un bambino.
Il mattino dopo, il 31 ottobre, Nest racconta a Ross il suo incontro con il demone e la successiva fuga. John inizia a credere al sogno fatto in precedenza e, per evitare che il futuro si verifichi come nella premonizione, decide di partire con Stefanie dicendo a Nest di andarsene.
Tornato a casa, Stefanie gli dice che è stato licenziato e accusato da Simon delle ruberie di denaro. John decide allora di cambiare i suoi piani e di recarsi al museo dove durante la festa di Halloween si terrà l'assegnazione di un riconoscimento a Simon. Il museo è il luogo dove dovrebbero avvenire gli omicidi commessi da John. John, a questo punto, si convince che Simon sia il demone e stia architettando il suo piano per portarlo dalla parte del Vuoto. Il giornalista investigativo scopre però che le firme sui documenti non sono né di Simon né di Ross, ma di una terza persona a loro vicina.
Nel frattempo Nest all'aeroporto ha realizzato che in realtà il demone è Stefanie e corre da John per dirglielo. Nel museo John incontra il demone con le sembianze di Simon che gli conferma che tutti i suoi sospetti sono corretti, ma lo lascia in vita dopo averlo quasi ucciso perché gli serve la sua magia. John, dopo essere rimasto solo e agonizzante, decide di tornare ad utilizzare la magia per uccidere il demone.
Nest arriva al museo poco prima che John reincontri Simon Lawrence, cercando di rivelargli la verità. Nel farlo, tocca John e la magia permette a Nest di far capire a Ross che gli sta dicendo la verità. John torna a casa e incontra Stefanie. Lei cerca di scappare dalla finestra, ma atterrata a terra e trasformata in iena cerca di attaccare Nest. Durante il combattimento Nest evoca la magia di Wraith diventando un tutt'uno con il cane magico e combattendo col demone fino all'arrivo di John che elimina il nemico grazie alla magia del bastone.
John decide infine di tornare a ricoprire il ruolo di Cavaliere del verbo, mentre Nest di non vendere la sua casa a Hopewell.

## Personaggi
- Nest Freemark
- John Ross
- O'olish Amaneh
- Il Demone
- Wraith
- Pick
- Boot
- Ariel
- Audrey
- Andrew Wren
- Heppler, Robert

## Edizioni
- Terry Brooks, Il cavaliere del verbo, traduzione di Riccardo Valla, Arnoldo Mondadori Editore, 2000, EAN 9788804484059.